# J・マスシス
J・マスシス（Joseph Donald Mascis、1965年12月10日 - ）はアメリカ出身のミュージシャン。ダイナソーJr.のボーカルとギターを担当する。なお、ファミリーネームの日本語表記が「マスシス」と「マスキス」の二種類が混在しているが、この項では「マスシス」と表記する。ただし「マスシス」は日本での媒体において長らく使用されてきた表記であって、本人含め英語圏では「マスキス」と発音している。
2011年、「ローリング・ストーンの選ぶ歴史上最も偉大な100人のギタリスト」において第86位。

## 人物
マサチューセッツ州出身。歯科医の息子。フェンダージャズマスターとBIG MUFFがトレードマーク。元々はドラマーであり、他アーティストの作品にもドラマーとしてゲスト参加したり、また自身のバンドの作品でもしばしばドラムを叩いている。デイブ・グロール加入前のニルヴァーナにもドラムとして加入を打診されたことがある。
奇妙な性格で知られ、インタビューやバンドの中でも浮いた言動、行動をとることが多く、他の二人のメンバーに「コイツはいつもこうなんだ。ほっといてやって。」「暇があれば必ず寝ている。」とまで言わしめたほどであった。
マイ・ブラッディ・ヴァレンタインのケヴィン・シールズやソニック・ユースとも親交があり、PVにサーストンと娘が出演したこともある。その他、スティーブ・アルビニやイアン・マッケイ等とも親しい。GGアリンのバックバンドのギタリストを務めたこともある。
2007年に発売されたDVD「LIVE IN THE MIDDLE EAST」でのインタビューにおいて、「ダイナソーJrはニール・ヤングに影響されているとよく言われているけど本当なのか？」と聞かれ、「確かにニール・ヤングからも影響されているけど、ローリング・ストーンズからの影響のほうがもっと強い。ブラック・サバスの雰囲気もあると思う。結果的にニール・ヤングっぽくなっただけ。」とコメントしている。その周りの評価を茶化すようにニール・ヤングのトリビュートアルバムに参加したときには素人の友人をボーカリストに据えてカバー曲を提供したりした。マスシス自身はパンク・ハードコアを好んでおり、パンクの7インチレコードが家には数千枚あるという。
趣味はゴルフとスケートボードで、どちらもかなりの腕前。

## 略歴
高校時代に同世代の友人とディープ・ウーンドを結成。Jはドラムで後にダイナソーJr結成するルー・バーロウはギタリストであった。
83年にダイナソーJrを結成。カレッジに通いつつガソリンスタンドで働きながら活動。
87年にGGアリンのギターを勤め、Hated in the Nationのレコーディングをこなしたが、当時のことは本人曰く思い出したくはないらしい。
91年にはメジャーデビューも果たし、グランジ、オルタナティヴ・ロックシーンを牽引する存在となる。
97年解散。
ダイナソーJr解散後はJ MASCIS + THE FOGを結成。
2005年にはダイナソーJr再結成。当時には確執があったルーとも和解した。
アリソン・アンダースの映画『ガス・フード・ロジング』、『グレイス・オブ・マイ・ハート』の音楽を担当したり、俳優としても出演。またヘヴィメタルバンド・WITCHにはドラマーとして参加したり、インドの聖母アンマに捧げたソロ・アルバム『J & Friends Sing and Chant for Amma』なども手がけている。
2006年にはWitchのファーストアルバム｢Witch｣をリリース、2008年にはセカンドアルバム｢Paralyzed｣をリリース。
2010年には新バンド、スウィート・アップルを結成、Love and Desperationをリリース。

## ディスコグラフィー

### Solo albums
- Martin + Me (1996)
- The John Peel Sessions (2003)
- J and Friends Sing and Chant for Amma (2005)
- J Mascis Live at CBGB's (2006)
- Several Shades of Why (2011)
- Tied to a Star (2014)
- Elastic Days (2018)

### J MASCIS + THE FOG
J MASCISの実質ソロ（+THE FOGは本人曰くカッコいいから付けたとのこと）。
- MORE LIGHT (2000)
- FREE SO FREE (2002)

### Witch
- Witch - Tee Pee Records (2006)
- Paralyzed - Tee Pee Records (2008)

### Deep Wound
- American Style (1982 - demo)
- Deep Wound (1983)
- Bands That Could Be God
- Discography (2006 - compilation)

### Upsidedown Cross
- Upsidedown Cross (1991)
- Evilution (1993)
- Witchcraft (1997)
- Sloth/Updsidedown Cross Split (2002)

### Sweet Apple
- Do You Remember 7" - Valley King Records (2010)
- Love & Desperation - Tee Pee Records (2010) ジャケットはロキシーミュージックのカントリーライフのパロディである。
- The Golden Age of Glitter - Tee Pee Records (2014)
- Sing the Night in Sorrow - Tee Pee Records (2017)

### Heavy Blanket
- Heavy Blanket - Outer Battery Records (2012)
- In a Dutch Haze – Collaboration with Earthless - Outer Battery Records (2014)